# مايكل جاكسون هذه هي (فلم)
مايكل جاكسون: هذه هي (بالإنجليزية: Michael Jackson's This Is It) هو عنوان الفيلم عن أسطورة موسيقى البوب الراحل مايكل جاكسون، يوثّق الفيلم تدريبات مايكل جاكسون لحفلات من نفس الاسم التي كان ينوي تقديمها في صيف 2009.
سيشمل الفيلم توجيهات جاكسون لطاقم العمل في ال50 حفلة، بالإضافة لخلق وتطوير وأخيراً تأدية الحفلات التي تعتمد على تكنولوجية متطورة، لم يسبق أن استخدمت من قبل في حفلة موسيقية.
المشاهد من الفيلم صوّرت بشكلٍ كامل في (المنتدى) في إنجلوود و(ستابلس سنتر) في لوس أنجلوس. ولقد جهز الفيلم لتوزيع سينمائي في جميع أنحاء العالم في 28\10\2009 مع مدّة عرض لأسبوعين فقط.
ستعرض التذاكر للبيع قبل شهر تقريباً من العرض الأساسي للفلم، في 27\9\2009 لإرضاء جمهور كبير متوقع حضوره لهذا الفلم.
صدّق قاضي المحكمة العليا ميتشيل بيكلوف في 10\8\2009 على تسوية بين مسؤولين من جهة مايكل جاكسون، ومروجي الحفلات أي أي جي لايف، وبين شركة سوني بيكشترز.
تنصّ الاتفاقية على السماح لشركة سوني لتعديل مئات الساعات من أرشيف التدريبات لصنع فلماً سنمائياً. دفعت (سوني) مبلغاً قدره 60 مليون دولار من أجل حقوق الفلم.
عُرِضَت مشاهد من الفيلم للمرة الأولى خلال حفل توزيع جوائز ال آم تي في, 13\9\2009 مترافقاً مع إطلاق الموقع الرسمي للفيلم.

## روابط خارجية
- مايكل جاكسون هذه هي على موقع IMDb (الإنجليزية)
- مايكل جاكسون هذه هي على موقع ميتاكريتيك (الإنجليزية)
- مايكل جاكسون هذه هي على موقع الموسوعة البريطانية (الإنجليزية)
- مايكل جاكسون هذه هي على موقع روتن توميتوز (الإنجليزية)
- مايكل جاكسون هذه هي على موقع نتفليكس (الإنجليزية)
- مايكل جاكسون هذه هي على موقع قاعدة بيانات الأفلام العربية
- مايكل جاكسون هذه هي على موقع ألو سيني (الفرنسية)
- مايكل جاكسون هذه هي على موقع Turner Classic Movies (الإنجليزية)
- مايكل جاكسون هذه هي على موقع أول موفي (الإنجليزية)
- مايكل جاكسون هذه هي على موقع بوكس أوفيس موجو (الإنجليزية)